# Contea di Gaston
La contea di Gaston, in inglese Gaston County, è una contea dello Stato della Carolina del Nord, negli Stati Uniti. La popolazione al censimento del 2000 era di 190 365 abitanti. Il capoluogo di contea è Gastonia.

## Storia
La contea di Gaston fu costituita nel 1846.